# 折惟昌
折惟昌（978年—1014年），北宋初年边将，出自府州折氏，折御卿的儿子。
至道三年（997年）八月，其兄知府州折惟正归朝后，折惟昌以内图使代知府州事，兼麟府浊轮寨都巡检使。咸平二年（999年）八月，河西黄女族长蒙异保及府州熟户啜讹叛宋，带领李继迁进攻麟州万户谷，他进至松花寨，与从叔同巡检使折海超、弟弟供奉官折惟信率兵赴战，折海超、折惟信战死，折惟昌臂中流矢，坠马，突围而出。九月，在埋井寨击败继迁部将领万保移理，又击破言泥族拔黄寨，焚烧其器甲车账，多有俘虏斩获，以功领富州刺史，改文思使。景德三年（1006年），以破敌护卫粮草抵达麟州，入朔州界击破狼水寨，拜兴州刺史。是年，通过兀泥族大首领名崖的密告，上奏宋真宗，防备李德明攻打宋朝。大中祥符二年（1009年）六月，率所部首领名崖等入朝，请朝廷赐旗竿三十以壮军容。大中祥符七年（1014年）五月，受命援河东民运粮到麟州，领步骑屯宁远寨，病重，冒风沙而行。在途中去世。其子折继芳、折继麟。